# Nkoanekoli
Nkoanekoli ist ein Verwaltungsbezirk (Ward) des Distrikts Meru in der tansanischen Region Arusha.

## Geografie
Nkoanekoli liegt im Norden von Tansania, etwa 15 Kilometer nordöstlich von Arusha am südöstlichen Abhang des Mount Meru. Der Bezirk hat eine Fläche von 7,3 Quadratkilometern. Bei der Volkszählung 2022 lebten hier 4623 Menschen in 1295 Haushalten.

## Gliederung
Der Bezirk besteht aus drei Gemeinden (Mtaa) mit zwölf Orten (Kitongoji):
| Nkoanekoli - Nkoanekoli - Kwa Mangusha - Nkoagiroi - Loya - Mamire - Juakali | Nkure - Nkure - Nkoagiriki - Nkoakirua | Sangananu - Huduma - Stoo - Uzunguni |

## Wirtschaft und Infrastruktur
- Bildung: Die Nkoanekoli Secondary School ist eine weiterführende Schule für Burschen und Mädchen bis zur 4. Stufe.[6]
- Gesundheit: In Nkoanekoli gibt es eine staatliche Apotheke, die auch kleine chirurgische Eingriffe vornimmt.[7]